# Nancy Dolman
Nancy Jane Dolman (26. září 1951, Toronto, Ontario, Kanada – 21. srpna 2010, Pacific Palisades, Kalifornie) byla kanadská herečka, komička a zpěvačka. Byla manželkou herce a komika Martina Shorta.

## Životopis
Nancy Dolman se narodila v Torontu. Její bratr Bob Dolman je režisérem. Nejprve hrála v divadle Canadian Rock Theatre,kde účinkovala v divadelní hře Jesus Christ Superstar. V roce 1980 se provdala za herce Martina Shorta,se kterým se seznámila v roce 1972 při natáčeni filmu Godspell. Od roku 1985 se vzdala filmové kariéry a byla v domácnosti. S Martinem Shortem adoptovala tři děti: Katherine Elisabeth (* 1983), Olivera Patricka (* 1986) a Henryho (* 1989). Mezi její známé filmy patří seriál Soap z roku 1980.
Nancy Dolman zemřela dne 21. srpna 2010 na rakovinu vaječníků ve věku 58 let.

## Filmografie
- 1980 – Soap – Annie Selig
- 1981 – It's a living – Suzy
- 1982 – Family in Blue – Julie Malone